# 백발마녀전: 명월천국
《백발마녀전: 명월천국》(중국어: 白发魔女传之明月天国)은 2014년 공개된 중국의 무협 판타지 영화이다.

## 출연

### 주연
- 판빙빙
- 황샤오밍
- 조문탁

### 조연
- 동요
- 왕쉐빙
- 이흔여
- 엄관
- 예대홍
- 엽동

## 기타
- 프로듀서: 위둥
- 미술: 서극
- 미술자문: 서극
- 시각효과: 정요명
- 의상: 협금첨